# Ferrari F12 TRS
El Ferrari F12 TRS es un Automóvil superdeportivo fabricado por Ferrari Special Projects, el Ferrari F12 TRS es un one-off muy especial denominado barchetta. Al principio se esperaba sólo una unidad, pero se fabricaron dos unidades. Las unidades tienen color: 1° rojo, 2° gris plata, aunque antes la 2° unidad era de color negro. El F12 TRS es un variante del F12berlinetta..

## Diseño

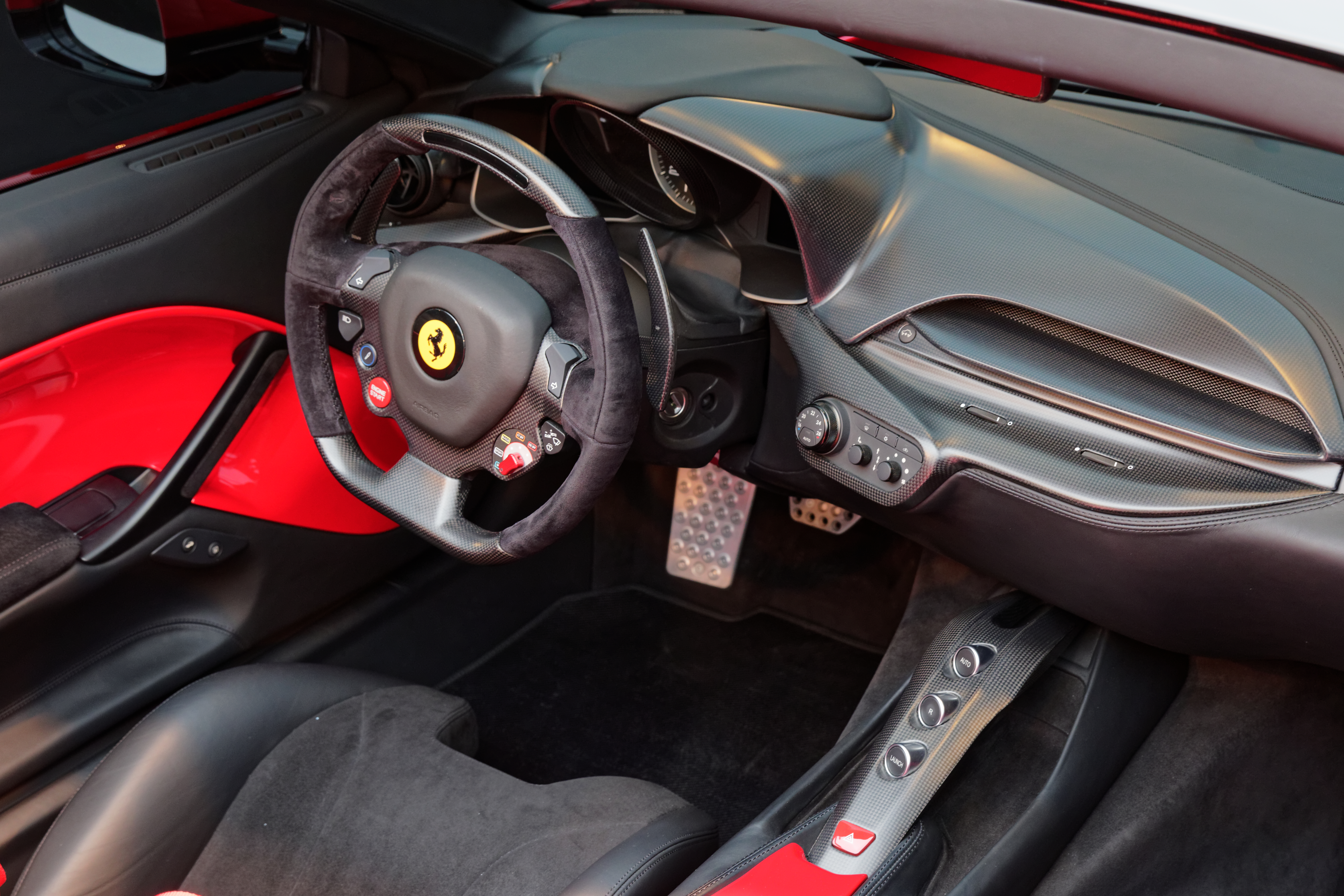
interior del F12 TRS

El Ferrari F12 TRS está basado en un Ferrari F12berlinetta, el F12 TRS es un descapotable presentado en 2014 en el Ferrari Cavalcade. Fue diseñado por Flavio Manzoni, el cual es una reinterpretación moderna de los roadster de carreras de antaño, del Ferrari 250 Testa Rossa de 1957, contará con un diseño menos propio de una berlinetta, con un agresivo diseño superdeportivo.
Cuenta con spoilert con un,conducto especial que genera un impulso aerodinámico, splitter delantero, alerón y paragolpes de fibra de carbono, se ha instalado un difusor nuevo. Las llantas tienen un diseño exclusivo.
Los mandos del aire acondicionado se han reducido en número mientras que algunos elementos como la guantera, las salidas de ventilación centrales, el sistema de sonido o los controles de las ventanillas han sido eliminados.
La segunda unidad es un Ferrari F12 TRS cromado presentado en el Ferrari Cavalcade 2015.
El diseño de los faros también cambio, al igual se han integrado retrovisores, el diseño es digno de un GT de carreras. Los parabrisas del F12 TRS forman una pieza única con los cristales laterales, lo que lo hace destacar aún más.
El F12 TRS tiene un techo removible parecido al del Ferrari SA Aperta. Se han eliminando todos los elementos que no intervengan directamente o mermen la parte prestacional del coche (como los mandos de los elevalunas, la guantera, el equipo de audio, las salidas de aire centrales etc.). Los materiales del interior (cuero, alcántara y fibra de carbono combinados con piezas en el mismo color rojo Corsa de la carrocería) son más técnicos y robustos, y presentan mayor resistencia al desgaste. Ambas unidades fueron rediseñadas posteriormente.

## Motor

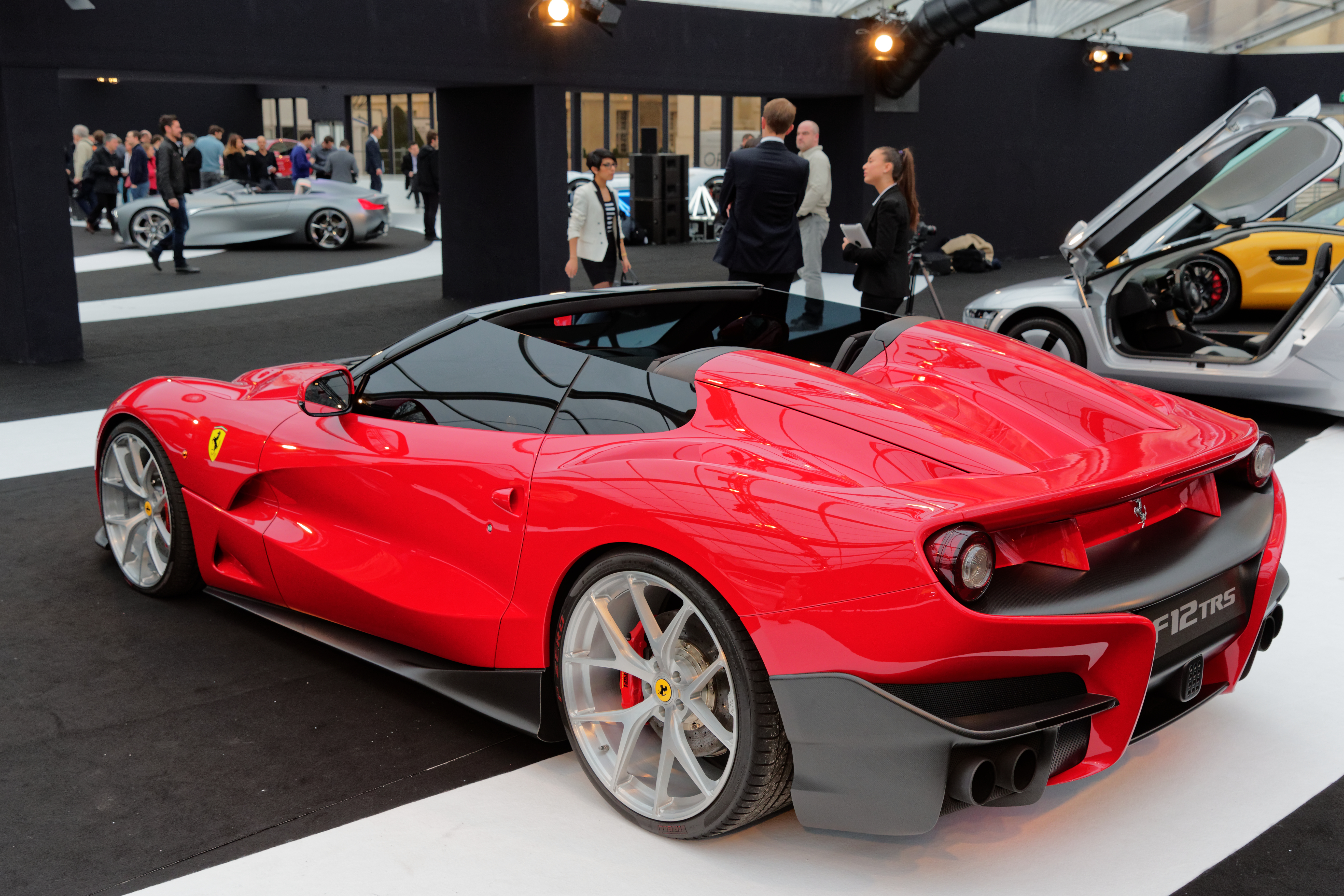
vista trasera del F12 TRS

El motor V12 de 6.263 cm³ que produce 740CV, de 6.3 litros. Según Ferrari, el F12 TRS tiene las mismas prestaciones que el F12berlinetta. Su velocidad máxima es de 340 km/h, acelera de 0 a 100 km/y en 3.1 segundos, de 0 a 200  y km/h en 8.1 segundos, tiene las mismas prestaciones que el F12berlinetta, el precio fue de 4.2 millones de dólares para la primera unidad la segunda tuvo un precio de 3.1 millones de dólares.
El Ferrari F12 TRS cuenta con un sistema híbrido como el KERS de LaFerrari para aumentar la potencia del motor. El Ferrari F12 TRS participó en el Goodwood Festival de la Velocidad de 2014.